# Lorenzo Melchiorre
Lorenzo Melchiorre (East Stroudsburg, ...) è un giocatore di football americano statunitense che gioca nel ruolo di wide receiver per gli Helsinki Roosters.
Dopo aver giocato per la squadra universitaria degli American International Yellow Jackets si è trasferito agli spagnoli Badalona Dracs e in seguito in Italia ai Ducks Lazio; nel 2020 avrebbe dovuto giocare nei Giants Bolzano, ma la stagione è stata annullata a causa della pandemia di COVID-19. Dal 2021 gioca nei finlandesi Helsinki Roosters.